# Empoli Football Club 1986-1987
Questa voce raccoglie le informazioni riguardanti l'Empoli Football Club nelle competizioni ufficiali della stagione 1986-1987.

## Stagione
Nella stagione 1986-1987 contro ogni pronostico, l'Empoli allenata da Gaetano Salvemini, formazione al debutto assoluto in A, si è trovata a punteggio pieno dopo le prime 2 giornate di campionato. Lo stadio Castellani, causa lavori di ristrutturazione, è stato inagibile sino al 2 novembre: l'Empoli ha giocato le prime tre gare interne del campionato a Firenze e Pistoia, nel giorno della riapertura, la Roma sconfisse per 3-1 i toscani.

Da sinistra: Il neoacquisto empolese Johnny Ekström batte il portiere fiorentino Landucci e decide il derby toscano del 30 novembre 1986, il primo mai giocato in Serie A tra le due squadre.

Il ritorno tra le mura amiche è stato favorevole agli azzurri che, pur avendo un rendimento da bassa classifica negli incontri in trasferta, non hanno perso sul proprio campo sino alla penultima giornata (contro l'Avellino). La salvezza è arrivata all'ultimo turno,  con la vittoria sul Como con una rete di Osio; il centrocampista aveva segnato anche la prima storica rete della società in massima serie, 8 mesi prima. La squadra empolese, come da regolamento, ha inserito in rosa come straniero lo svedese Johnny Ekström preso dal Göteborg, che ha giocato 24 incontri e segnato 3 reti.
In Coppa Italia l'Empoli ha disputato e vinto il primo girone di qualificazione, disputato prima del campionato, poi nel doppio confronto degli ottavi di finale, giocati in primavera, ha ceduto all'Inter il passaggio ai quarti di finale.

## Divise e sponsor
Lo sponsor tecnico per la stagione 1986-1987 è Adidas, mentre lo sponsor ufficiale è Sammontana.
| Casa | Trasferta |

## Organigramma societario
Area direttiva
- Presidente: Brizio Grazzini
- Medico sociale: dott. Giovanni Falai

Area tecnica
- Direttore sportivo: Silvano Bini
- Allenatore: Gaetano Salvemini

## Rosa
In corsivo i calciatori non facenti più parte della rosa, ma iscritti a referto durante la stagione.
| N. |                   | Ruolo | Calciatore        |
| -- | ----------------- | ----- | ----------------- |
|    | Italia (bandiera) | P     | Daniele Balli     |
|    | Italia (bandiera) | P     | Riccardo Cambioni |
|    | Italia (bandiera) | P     | Giulio Drago      |
|    | Italia (bandiera) | P     | Michele Pintauro  |
|    | Italia (bandiera) | D     | Massimo Brambati  |
|    | Italia (bandiera) | D     | Amedeo Carboni    |
|    | Italia (bandiera) | D     | Ezio Gelain       |
|    | Italia (bandiera) | D     | Settimio Lucci    |
|    | Italia (bandiera) | D     | Natale Picano     |
|    | Italia (bandiera) | D     | Andrea Salvadori  |
|    | Italia (bandiera) | D     | Claudio Vertova   |
|    | Italia (bandiera) | C     | Andrea Del Bino   |

| N. |                   | Ruolo | Calciatore                 |
| -- | ----------------- | ----- | -------------------------- |
|    | Italia (bandiera) | C     | Marco Calonaci             |
|    | Italia (bandiera) | C     | Rocco Cotroneo             |
|    | Italia (bandiera) | C     | Francesco Della Monica     |
|    | Italia (bandiera) | C     | Luca Della Scala           |
|    | Italia (bandiera) | C     | Eusebio Di Francesco       |
|    | Italia (bandiera) | C     | Walter Mazzarri            |
|    | Italia (bandiera) | C     | Marco Osio                 |
|    | Italia (bandiera) | C     | Corrado Urbano             |
|    | Italia (bandiera) | A     | Francesco Baiano           |
|    | Italia (bandiera) | A     | Walter Casaroli (capitano) |
|    | Svezia (bandiera) | A     | Johnny Ekström             |
|    | Italia (bandiera) | A     | Adelino Zennaro            |

## Calciomercato

### Sessione estiva
| Acquisti | Acquisti         | Acquisti | Acquisti |
| R.       | Nome             | da       | Modalità |
| -------- | ---------------- | -------- | -------- |
| D        | Massimo Brambati | Torino   | prestito |
| C        | Marco Osio       | Torino   | prestito |
| A        | Francesco Baiano | Napoli   | prestito |

| Cessioni | Cessioni         | Cessioni | Cessioni      |
| R.       | Nome             | a        | Modalità      |
| -------- | ---------------- | -------- | ------------- |
| D        | Roberto Miggiano | Lecce    | fine prestito |
| A        | Luca Cecconi     | Pisa     | definitivo    |
| A        | Loriano Cipriani | Genoa    | definitivo    |

### Sessione invernale
| Acquisti | Acquisti       | Acquisti     | Acquisti   |
| R.       | Nome           | da           | Modalità   |
| -------- | -------------- | ------------ | ---------- |
| D        | Amedeo Carboni | Arezzo       | definitivo |
| D        | Settimio Lucci | Roma         | definitivo |
| C        | Rocco Cotroneo | Cesena       | definitivo |
| A        | Johnny Ekström | IFK Göteborg | definitivo |

| Cessioni | Cessioni        | Cessioni   | Cessioni |
| R.       | Nome            | a          | Modalità |
| -------- | --------------- | ---------- | -------- |
| C        | Andrea Del Bino | Rondinella | prestito |
| A        | Adelino Zennaro | Arezzo     | prestito |

## Risultati

### Serie A

#### Girone di andata
| Arbitro: | Pairetto (Torino) |

|          |           |  |
| Osio 37’ | Marcatori |  |

| Arbitro: | Coppetelli (Tivoli) |

|  |           |             |
|  | Marcatori | 54’ Zennaro |

| Arbitro: | Mattei (Macerata) |

|  |           |          |
|  | Marcatori | 72’ Brio |

| Arbitro: | Baldas (Trieste) |

|                   |           |  |
| Magrin 78’ (rig.) | Marcatori |  |

| Arbitro: | Pezzella (Frattamaggiore) |

|           |           |  |
| Lerda 46’ | Marcatori |  |

| Arbitro: | Lanese (Messina) |

|  |           |                                          |
|  | Marcatori | 26’ Massaro 61’ (rig.) Baresi 90’ Virdis |

| Arbitro: | Magni (Bergamo) |

|                                    |           |  |
| Mancini 10’ Salsano 39’ Vialli 64’ | Marcatori |  |

| Arbitro: | Pairetto (Torino) |

|                  |           |                                |
| Della Monica 24’ | Marcatori | 55’, 59’ Baldieri 90’ Desideri |

| Arbitro: | Lombardo (Marsala) |

|             |           |  |
| Vertova 51’ | Marcatori |  |

| Arbitro: | Lo Bello (Siracusa) |

|                                           |           |  |
| Maradona 26’ Carnevale 45’, 67’ Bagni 79’ | Marcatori |  |

| Arbitro: | Agnolin (Bassano del Grappa) |

|             |           |  |
| Ekström 43’ | Marcatori |  |

| Arbitro: | Coppetelli (Tivoli) |

|                                     |           |  |
| Branco 31’ Turchetta 65’ Giorgi 78’ | Marcatori |  |

| Empoli 21 dicembre 1986 13ª giornata | Empoli             | 0 – 0 referto | Udinese | Stadio Carlo Castellani (7.479 spett.)\| Arbitro: \| Sguizzato (Verona) \| |
| Arbitro:                             | Sguizzato (Verona) |               |         |                                                                            |

| Arbitro: | Magni (Bergamo) |

|  |           |            |
|  | Marcatori | 89’ Baiano |

| Empoli 11 gennaio 1987 15ª giornata | Empoli         | 0 – 0 referto | Como | Stadio Carlo Castellani (4.541 spett.)\| Arbitro: \| Boschi (Parma) \| |
| Arbitro:                            | Boschi (Parma) |               |      |                                                                        |

#### Girone di ritorno
| Arbitro: | Baldas (Trieste) |

|                             |           |             |
| Matteoli 41’ Mandorlini 70’ | Marcatori | 90’ Ekström |

| Arbitro: | Lombardo (Marsala) |

|             |           |  |
| Ekström 16’ | Marcatori |  |

| Arbitro: | Mattei (Macerata) |

|                           |           |  |
| Serena 3’, 5’ Cabrini 78’ | Marcatori |  |

| Empoli 22 febbraio 1987 19ª giornata | Empoli             | 0 – 0 referto | Atalanta | Stadio Carlo Castellani (8.650 spett.)\| Arbitro: \| Sguizzato (Verona) \| |
| Arbitro:                             | Sguizzato (Verona) |               |          |                                                                            |

| Arbitro: | Pieri (Genova) |

|                      |           |  |
| Baiano 5’ Urbano 15’ | Marcatori |  |

| Arbitro: | Pairetto (Torino) |

|              |           |  |
| Galderisi 5’ | Marcatori |  |

| Empoli 15 marzo 1987 22ª giornata | Empoli           | 0 – 0 referto | Sampdoria | Stadio Carlo Castellani (12.913 spett.)\| Arbitro: \| Baldas (Trieste) \| |
| Arbitro:                          | Baldas (Trieste) |               |           |                                                                           |

| Arbitro: | Lanese (Messina) |

|                         |           |               |
| Baroni 47’ Baldieri 59’ | Marcatori | 51’ Salvadori |

| Arbitro: | Boschi (Parma) |

|                 |           |  |
| De Agostini 51’ | Marcatori |  |

| Empoli 5 aprile 1987 25ª giornata | Empoli           | 0 – 0 referto | Napoli | Stadio Carlo Castellani (17.880 spett.)\| Arbitro: \| Casarin (Milano) \| |
| Arbitro:                          | Casarin (Milano) |               |        |                                                                           |

| Arbitro: | D'Elia (Salerno) |

|               |           |                     |
| Antognoni 20’ | Marcatori | 73’ (rig.) Casaroli |

| Empoli 26 aprile 1987 27ª giornata | Empoli             | 0 – 0 referto | Brescia | Stadio Carlo Castellani (12.217 spett.)\| Arbitro: \| Lombardo (Marsala) \| |
| Arbitro:                           | Lombardo (Marsala) |               |         |                                                                             |

| Arbitro: | Pezzella (Frattamaggiore) |

|                                   |           |  |
| D. Bertoni 9’ Pasa 34’ Branca 39’ | Marcatori |  |

| Arbitro: | Sguizzato (Verona) |

|  |           |               |
|  | Marcatori | 32’ Schachner |

| Arbitro: | D'Elia (Salerno) |

|  |           |          |
|  | Marcatori | 66’ Osio |

### Coppa Italia

#### Primo turno
| Arezzo 24 agosto 1986 1ª giornata | Arezzo            | 0 – 0 | Empoli | Stadio Comunale\| Arbitro: \| Bergamo (Livorno) \| |
| Arbitro:                          | Bergamo (Livorno) |       |        |                                                    |

| Arbitro: | Lanese (Messina) |

|              |           |            |
| Mazzarri 27’ | Marcatori | 80’ Giunta |

| Arbitro: | Frigerio (Milano) |

|            |           |  |
| Baiano 89’ | Marcatori |  |

| Arbitro: | Longhi (Roma) |

|                 |           |              |
| Baggio 55’, 63’ | Marcatori | 58’ Casaroli |

| Arbitro: | Gava (Conegliano) |

|                                 |           |  |
| Morganti 41’ (aut.) Zennaro 51’ | Marcatori |  |

#### Secondo turno
| Arbitro: | Coppetelli (Tivoli) |

|  |           |                         |
|  | Marcatori | 15’ Altobelli 82’ Fanna |

| Arbitro: | Cornieti (Forlì) |

|              |           |  |
| Tardelli 88’ | Marcatori |  |

## Statistiche

### Statistiche di squadra
| Competizione | Punti | In casa | In casa | In casa | In casa | In casa | In casa | In trasferta | In trasferta | In trasferta | In trasferta | In trasferta | In trasferta | Totale | Totale | Totale | Totale | Totale | Totale | DR  |
| Competizione | Punti | G       | V       | N       | P       | Gf      | Gs      | G            | V            | N            | P            | Gf           | Gs           | G      | V      | N      | P      | Gf     | Gs     | DR  |
| ------------ | ----- | ------- | ------- | ------- | ------- | ------- | ------- | ------------ | ------------ | ------------ | ------------ | ------------ | ------------ | ------ | ------ | ------ | ------ | ------ | ------ | --- |
| Serie A      | 23    | 15      | 5       | 6       | 4       | 7       | 8       | 15           | 3            | 1            | 11           | 6            | 25           | 30     | 8      | 7      | 15     | 13     | 33     | -20 |
| Coppa Italia |       | 4       | 2       | 1       | 1       | 4       | 3       | 3            | 0            | 1            | 2            | 1            | 3            | 7      | 2      | 2      | 3      | 5      | 6      | -1  |
| Totale       | -     | 19      | 7       | 7       | 5       | 11      | 11      | 18           | 3            | 2            | 13           | 7            | 28           | 37     | 10     | 9      | 18     | 18     | 39     | -21 |

### Andamento in campionato
| Giornata  | 1 | 2 | 3 | 4 | 5  | 6  | 7  | 8  | 9  | 10 | 11 | 12 | 13 | 14 | 15 | 16 | 17 | 18 | 19 | 20 | 21 | 22 | 23 | 24 | 25 | 26 | 27 | 28 | 29 | 30 |
| --------- | - | - | - | - | -- | -- | -- | -- | -- | -- | -- | -- | -- | -- | -- | -- | -- | -- | -- | -- | -- | -- | -- | -- | -- | -- | -- | -- | -- | -- |
| Luogo     | C | T | C | T | T  | C  | T  | C  | C  | T  | C  | T  | C  | T  | C  | T  | C  | T  | C  | C  | T  | C  | T  | T  | C  | T  | C  | T  | C  | T  |
| Risultato | V | V | P | P | P  | P  | P  | P  | V  | P  | V  | P  | N  | V  | N  | P  | V  | P  | N  | V  | P  | N  | P  | P  | N  | N  | N  | P  | P  | V  |
| Posizione | 5 | 2 | 4 | 8 | 11 | 13 | 14 | 14 | 13 | 14 | 12 | 13 | 13 | 12 | 11 | 13 | 11 | 12 | 12 | 11 | 11 | 11 | 13 | 14 | 13 | 13 | 13 | 14 | 15 | 13 |

Legenda:

Luogo: C = Casa; T = Trasferta. Risultato: V = Vittoria; N = Pareggio; P = Sconfitta.

### Statistiche dei giocatori
| Giocatore       | Serie A  | Serie A | Serie A     | Serie A    | Coppa Italia | Coppa Italia | Coppa Italia | Coppa Italia | Totale   | Totale | Totale      | Totale     |
| Giocatore       | Presenze | Reti    | Ammonizioni | Espulsioni | Presenze     | Reti         | Ammonizioni  | Espulsioni   | Presenze | Reti   | Ammonizioni | Espulsioni |
| --------------- | -------- | ------- | ----------- | ---------- | ------------ | ------------ | ------------ | ------------ | -------- | ------ | ----------- | ---------- |
| F. Baiano       | 26       | 2       | ?           | ?          | 6            | 1            | ?            | ?            | 32       | 3      | ?           | ?          |
| M. Brambati     | 20       | 0       | ?           | ?          | 6            | 0            | ?            | ?            | 26       | 0      | ?           | ?          |
| F. Calattini    | 0        | 0       | 0           | 0          | 1            | -1           | ?            | ?            | 1        | -1     | 0+          | 0+         |
| M. Calonaci     | 16       | 0       | ?           | ?          | 6            | 0            | ?            | ?            | 22       | 0      | ?           | ?          |
| A. Carboni      | 11       | 0       | ?           | ?          | 2            | 0            | ?            | ?            | 13       | 0      | ?           | ?          |
| W. Casaroli     | 13       | 1       | ?           | ?          | 7            | 1            | ?            | ?            | 20       | 2      | ?           | ?          |
| R. Cotroneo     | 22       | 0       | ?           | ?          | 2            | 0            | ?            | ?            | 24       | 0      | ?           | ?          |
| A. Del Bino     | 0        | 0       | 0           | 0          | 1            | 0            | ?            | ?            | 1        | 0      | 0+          | 0+         |
| F. Della Monica | 26       | 1       | ?           | ?          | 4            | 0            | ?            | ?            | 30       | 1      | ?           | ?          |
| L. Della Scala  | 29       | 0       | ?           | ?          | 7            | 0            | ?            | ?            | 36       | 0      | ?           | ?          |
| E. Di Francesco | 0        | 0       | 0           | 0          | 1            | 0            | ?            | ?            | 1        | 0      | 0+          | 0+         |
| G. Drago        | 30       | -33     | ?           | ?          | 6            | -5           | ?            | ?            | 36       | -38    | ?           | ?          |
| J. Ekström      | 24       | 3       | ?           | ?          | 2            | 0            | ?            | ?            | 26       | 3      | ?           | ?          |
| E. Gelain       | 28       | 0       | ?           | ?          | 3            | 0            | ?            | ?            | 31       | 0      | ?           | ?          |
| S. Lucci        | 22       | 0       | ?           | ?          | 0            | 0            | 0            | 0            | 22       | 0      | 0+          | 0+         |
| W. Mazzarri     | 14       | 0       | ?           | ?          | 4            | 1            | ?            | ?            | 18       | 1      | ?           | ?          |
| M. Osio         | 17       | 2       | ?           | ?          | 6            | 0            | ?            | ?            | 23       | 2      | ?           | ?          |
| N. Picano       | 10       | 0       | ?           | ?          | 7            | 0            | ?            | ?            | 17       | 0      | ?           | ?          |
| A. Salvadori    | 17       | 1       | ?           | ?          | 5            | 0            | ?            | ?            | 22       | 1      | ?           | ?          |
| C. Urbano       | 28       | 1       | ?           | ?          | 7            | 0            | ?            | ?            | 35       | 1      | ?           | ?          |
| C. Vertova      | 29       | 1       | ?           | ?          | 7            | 0            | ?            | ?            | 36       | 1      | ?           | ?          |
| A. Zennaro      | 6        | 1       | ?           | ?          | 5            | 0            | ?            | ?            | 11       | 1      | ?           | ?          |